# Polydora ciliata
Polydora ciliata là một loài giun thuộc họ Spionidae, commonly known as a bristleworm. Nó là một giun đào hang và được tìm thấy ở phía đông bắc Đại Tây Dương và một số bộ phận khác trên thế giới.

## Phân loại
Polydora ciliata  lần đầu tiên được mô tả vào năm 1838 bởi bác sĩ người Scotland và tự nhiên học  George Johnston với danh pháp Leucodore ciliatus, nhưng sau đó đã được đặt trong chi Polydora. Một sinh vật phù du được mô tả là Metadasydytes quadrimaculatus năm 1971 bởi Roch Roszczak, và ông đã đặt loài trong ngành Gastrotricha; sau đó người ta xác định rằng loài vật được mô tả là trên thực tế giai đoạn ấu trùng của một loài giun spionidae, có lẽ Polydora ciliata.

## Mô tả
Các loài có thể phát triển dài đến 30 mm (1,2 in) Với khoảng 180 phân đoạn. Mặt trước của prostomium (đầu) không có mắt hoặc râu, nhưng phần chân sau có một cặp palps dài và tối đa bốn mắt.

## Phân bố và môi trường sống
P. ciliata có một phân phối rộng khắp quanh bờ biển phía tây bắc châu Âu. Là một loài đào hang, nó đường hầm vào đá vôi; phấn và đất sét, tảo đá vôi, các holdfasts của rong biển, gỗ, trầm tích bùn và vỏ nhuyễn thể, kể cả những sò, hến và Littorinidae. Nó được Còn được gọi từ biển Địa Trung Hải, Biển Đỏ, Biển Đen, Ấn Độ-Thái Bình Dương và Nam Cực. 